# Rivière Mouilleuse
La rivière Mouilleuse est un affluent du lac Duparquet, coulant dans le territoire de la ville de Rouyn-Noranda et le territoire non organisé de Lac-Duparquet (MRC Abitibi-Ouest), dans la région administrative de l’Abitibi-Témiscamingue, au Québec, au Canada.
La rivière Mouilleuse coule entièrement en territoire forestier. La foresterie constitue la principale activité économique de ce bassin versant.
Annuellement, la surface de la rivière est habituellement gelée de la mi-novembre à la mi-avril, toutefois la circulation sécuritaire sur la glace se fait généralement de la mi-décembre à la fin mars.

## Géographie
La rivière Mouilleuse prend sa source à l’embouchure du lac Fabrian (longueur : 4,1 m ; largeur : 1,4 m ; altitude : 296 m) dans le territoire de la ville de Rouyn-Noranda. Ce lac situé du côté nord de la source de la rivière Pelletier s’approvisionne de deux ruisseaux (venant du sud). Elle reçoit les eaux du lac Nora qui est alimenté par les lacs Méritens et Anne.
Les principaux bassins versants voisins de la rivière Mouilleuse sont :
- côté nord : lac Duparquet, rivière Duparquet ;
- côté est : ruisseau Vachon, rivière D'Alembert, lac Duprat, rivière Kinojévis, lac Dufresnoy, rivière Dufresnoy ;
- côté sud : rivière Arnoux, lac Arnoux, ruisseau Wasa ;
- côté ouest : ruisseau Saint-Pierre, ruisseau Dumesnil, rivière Kanasuta.

À partir de sa source, la rivière Mouilleuse coule sur 23,1 km selon les segments suivants :
- 7,4 km vers le nord-ouest jusqu’au ruisseau Campredon (venant du sud) ;
- 15,7 km vers le nord-est, puis le nord-ouest, jusqu’à son embouchure[2].

L’embouchure de la rivière Mouilleuse est localisée à :
- 10,2 km au sud-est de l’embouchure du lac Duparquet ;
- 7,1 km au sud de l’embouchure de la rivière Duparquet qui se déverse dans le lac Abitibi ;
- 17,7 km à l'est de la frontière de l’Ontario ;
- 76,0 km au sud-est de l’embouchure du lac Abitibi (en Ontario) ;
- 27,6 km à l'ouest du centre-ville de Rouyn-Noranda.

La rivière Mouilleuse se décharge sur la rive sud de la baie de la Mouilleuse, sur la rive sud du lac Duparquet. De là, le courant traverse le lac Duparquet sur 11,3 km vers le nord en contournant plusieurs îles dont l’île Moukmouk et l’île Nisha. À l’embouchure du lac Duparquet, le courant prend le cours de la rivière Duparquet laquelle se déverse sur la rive sud du lac Abitibi. Puis le courant emprunte le cours de la rivière Abitibi, puis de la rivière Moose.

## Toponymie
Le toponyme rivière Mouilleuse a été officialisé le 5 décembre 1968 à la Commission de toponymie du Québec.